# Гауч-вал
Гауч-вал (от англ. couch) — отсасывающий вал формующей части бумагоделательной машины, с которого происходит съём сформированного бумажного полотна.
При производстве бумаги изначально полотно формируется при отливе волокнистой суспензии (массы) на формующей сетке. Формующая сетка пропускает воду, при этом волокна остаются на её поверхности. Постепенно создаётся структура из сплетённых волокон на поверхности сетки. Эта сформированная структура называется бумажным полотном. Данное влажное полотно снимается с сетки, прессуется и сушится для удаления оставшейся воды. Высушенное полотно является бумагой, используемой для печати и упаковки.
В большинстве случаев формующая сетка имеет вид бесконечной ленты. На современных производствах формующая сетка имеет ширину несколько метров. Сетка устанавливается на валы сеточной части машины.
Последний по ходу отсасывающий вал называется гауч-валом. Гауч-вал предназначен для обезвоживания бумажного полотна за счёт вакуума. После гауч-вала полотно отделяется от сетки (снимается) и передаётся в прессовую часть машины.